# NGC 3687
NGC 3687 је спирална галаксија у сазвежђу Велики медвед која се налази на NGC листи објеката дубоког неба.
Деклинација објекта је + 29° 30' 40" а ректасцензија 11h 28m 0,5s. Привидна величина (магнитуда) објекта NGC 3687 износи 12,1 а фотографска магнитуда 12,9. Налази се на удаљености од 37,2000 милиона парсека од Сунца. NGC 3687 је још познат и под ознакама UGC 6463, MCG 5-27-73, MK 736, CGCG 156-78, KUG 1125+297, PGC 35285.